# Salsa maga
Se llama popularmente salsa maga a cualquier salsa picante en la zona del Bajío y los Altos de Jalisco (México), aunque Salsa Picante Maga es una marca mexicana registrada de salsa picante fabricada y embotellada por la compañía Salsa Maga, S.A de C.V.  en la ciudad de Guadalajara, Jalisco, México desde el año 1965. Esta salsa picante se comercializa en botellas de varios tamaños, principalmente en el Bajío y los Altos de Jalisco, en México, y en los Estados Unidos (entre las comunidades mexicanas). Existen dos variedades de este producto: picante (etiqueta amarilla) y más picante (etiqueta negra), dependiendo de su contenido de chile. Ambas tienen un sabor algo cítrico, con un gusto a especias. Sus ingredientes básicos son agua, chiles rojos secos y una mezcla de especias, que le dan su sabor característico.